# Стельнов, Игорь Анатольевич
Игорь Анатольевич Стельнов (12 февраля 1963, Москва — 24 марта 2009, Москва) — советский и российский хоккеист, защитник. Заслуженный мастер спорта СССР (1984).

## Биография
Учился в школе 831 Ворошиловского района г. Москвы (ныне гимназия 1515), затем в спортивной школе ЦСКА. В 1981—1991, 1996—98 — в ЦСКА, 1991—92 — в «Химике» (Воскресенск), 1992—93 — ХК «Регле» (Швеция), 1994 — ХК «Азьяго» (Италия).
В чемпионатах СССР и России — 409 матчей, 20 голов.
Двукратный олимпийский чемпион (1984, 1988), чемпион мира 1986 г., серебряный призёр ЧМ 1987, 2-кратный чемпион Европы (1986, 1987).
Финалист розыгрыша Кубка Канады 1987, участник розыгрыша Кубка Канады 1984 (15 матчей, 1 гол). В ЧМЕ и ЗОИ — 34 матча, 2 гола. Обладатель Кубка европейских чемпионов (1982, 1983, 1984, 1985, 1986, 1988, 1989, 1990). В ЕК — 2 шайбы.
Чемпион СССР 1982—1989, второй призёр 1990. Обладатель Кубка СССР (1990).
С 2004 по 2009 гг. — тренер ХК МВД.
Умер в Москве 24 марта 2009 года на 47-м году жизни. 20 октября того же года его память почтили в торжественной обстановке перед матчем КХЛ между ХК МВД и СКА.
19 октября 2009 года под своды «Арены Балашиха» был поднят памятный свитер Игоря Стельнова.
28 января 2011 года под своды ЛДС ЦСКА был поднят памятный свитер Игоря Стельнова .

## Награды
- Орден «Знак Почёта» (1988)
- Медаль «За трудовое отличие» (1984)